# Chain of Lights
A Chain of Lights (magyarul: Fények lánca) a San Marinó-i Anita Simoncini és az olasz Michele Perniola dala, mellyel San Marinót képviselték a 2015-ös Eurovíziós Dalfesztiválon, Bécsben. A dal belső kiválasztás során nyerte el az eurovíziós indulás jogát, és 2015. március 16-án mutatták be nyilvánosan.

## Eurovíziós Dalfesztivál
A dalt az Eurovíziós Dalfesztiválon a május 21-i második elődöntőben adták elő, fellépési sorrendben harmadikként az Írországot képviselő Molly Sterling Playing with Numbers című dala után, és a Montenegrót képviselő Knez Adio című dala előtt. Az elődöntőben a tizenhatodik, utolsó előtti helyen végeztek, így nem jutottak tovább a május 23-i döntőbe.
A következő San Marinó-i induló Serhat I Didn’t Know című dala volt a 2016-os Eurovíziós Dalfesztiválon.